# Bandas Negras
Las Bandas Negras, también conocidas como Bandas Negras de Giovanni eran una compañía de mercenarios formada y dirigida por Giovanni de Médici, también conocido como Juan de las Bandas Negras, durante las Guerras Italianas. Su nombre procedía de los colores oscuros que llevaban en muestra de luto por la muerte del papa León X.
Se componían principalmente de arcabuceros, incluyendo los primeros arcabuceros montados de Europa. La compañía era considerada, durante la Guerra Italiana de 1521, la mejor tropa italiana de la época. Inicialmente en servicio de Carlos de Lannoy Virrey de Nápoles y el Papa, la compañía combatió en las batallas de Bicoca y Sesia (en 1522 y 1523, respectivamente). Una disputa de pagos y cobros les hizo transferir su lealtad a Francisco I de Francia. Tomaron parte en la campaña de Pavía de 1524-1525, pero no en la misma batalla.
Al comienzo de la Guerra de la liga de Cognac, las Bandas intentaron frenar el avance de los lansquenetes imperiales, bajo el mando de Georg Frundsberg, que penetraban en Lombardía. Giovanni murió en Mantua el 30 de noviembre de 1526 al gangrenársele una pierna en la que recibió un disparo de falconete el 26 de noviembre luchando en la zona del actual municipio de Roncoferraro. La compañía siguió combatiendo con salario papal y francés, tomando parte en la expedición que Odet de Foix dirigió a Nápoles.
Se retiraron del asedio con los restos del ejército francés, diezmados por la peste bubónica. Se rindieron a las tropas Imperiales a finales de 1528, cesando su existencia poco después.